# Erick M. Carreira
Erick M. Carreira (30 de mayo de 1963 - La Habana, Cuba) es un químico orgánico estadounidense nacido en Cuba y profesor en la Escuela Politécnica Federal de Zúrich (ETH). Es conocido por el trabajo de su grupo de investigación en proyectos de síntesis total, particularmente la síntesis asimétrica de productos naturales complejos. En 2021 fue nombrado jefe de redacción del Journal of the American Chemical Society.

## Primeros años y formación
Se licenció en 1984 de la Universidad de Illinois en Urbana-Champaign donde fue discípulo de Scott E. Denmark. Luego comenzó su trabajo de posgrado en la Universidad de Harvard y recibió su doctorado en 1990 bajo la dirección de David A. Evans. Fue becario postdoctoral en el Instituto de Tecnología de California con Peter Dervan hasta que se unió a la facultad en 1992, como profesor asistente de química.

## Trayectoria profesional
Comenzó su carrera de investigación independiente en el Instituto de Tecnología de California y se convirtió en profesor titular en 1997. Ha sido profesor titular de química en ETH Zürich desde 1998.
Es coautor y coeditor de varias obras de referencia importantes en el campo de la síntesis total, incluido el volumen 93 de Organic Syntheses. En 2019 fue nombrado editor en jefe de Organic Letters, publicado por la Sociedad Estadounidense de Química, donde anteriormente se había desempeñado como editor asociado durante 18 años. En abril de 2020, fue elegido miembro de la Academia Nacional de Ciencias de los Estados Unidos. En septiembre de 2020, fue nombrado editor en jefe del Journal of the American Chemical Society, siendo el primer científico hispanoamericano en ocupar el cargo. Su nombramiento se hizo efectivo en enero de 2021, relevando a Peter J. Stang.

## Investigación
La investigación del grupo de Carreira, que abarca disciplinas como la química organometálica, la química de coordinación y el reconocimiento molecular, se centra en la síntesis total, en particular la síntesis asimétrica (es decir, enantioselectiva) de productos naturales biológicamente activos y estereoquímicamente complejos. El grupo también trabaja en aplicaciones de estos métodos al desarrollo de catalizadores y a la química medicinal.

## Membresía
- Miembro de la Academia Nacional de Ciencias de los EE. UU.
- Miembro de la Academia Estadounidense de las Artes y las Ciencias
- Miembro de la Academia Alemana de las Ciencias Naturales Leopoldina[11]

## Premios y reconocimientos
- 1993, Premio Beckman a Jóvenes Investigadores[12]
- 1996, Phi Lambda Upsilon National Fresenius Award[13]
- 1997, Premio en Química Pura de la Sociedad Estadounidense de Química[14]
- 2002, Premio Thieme Chemistry de la Unión Internacional de Química Pura y Aplicada[15]
- 2021, Premio Ryoji Noyori[16]